# 클라이네 샤이덱
클라이네 샤이덱(Kleine Scheidegg)은 스위스 베른주 융프라우에 있는 고개이다. 클라이네 샤이덱은 해발 2,061m로 아이거와 라우버호른 봉우리들 사이에 위치한다. 이름은 ‘작은 분수령’을 의미하며, 뤼치네강 줄기를 양분하기 때문에 두 강 모두 츠바이뤼치넨에 집결하고, 인근의 그로세 샤이덱은 뤼치네강과 뤼첸바흐강을 나눈다.
이 고개는 그린델발트와 라우터브루넨 마을을 연결하는 산책로와 벵에른알프 철도가 지나가며, 정상과 라우터브루넨 사이에 있는 벵엔을 통과한다. 겨울에 클라이네 샤이덱은 주변 그린델발트와 벵엔에서 스키를 즐기러 오는 중심지가 된다. 여름에는 하이킹 명소로 유명하며 자르간스와 몽트뢰를 잇는 알파인 고개 루트가 가로지르는 고개 중 하나다. 매년 9월 초 열리는 산악 경주인 융프라우 마라톤은 클라이네 샤이덱이 종점이 된다.
고개 정상에는 클라이네 샤이덱역이 자리 잡고 있다. 이 역은 벵에른알프 철도의 중간역일 뿐만 아니라 융프라우 철도의 종착역이기도 하다. 융프라우요흐로 가는 승객은 클라이네 샤이덱에서 열차를 갈아타야 한다. 이 고개는 라우버호른의 정상과 그린델발트에서 체어리프트로 고갯길로 접근하는 아르벤가르텐과 연결된다.
이곳에는 1840년으로 거슬러 올라가는 역사적인 Bellevue des Alpes 호텔을 포함하여, 고개 정상에는 여러 개의 식당과 호텔들이 있다.

## 개요
스위스 베른주 융프라우 지방을 대표하는 뷰포인트로 융프라우 등산 관광에 즈음하여, 라우터브루넨 경유의 서쪽, 그린델발트 경유의 동쪽 루트의 등산 철도가 합류하는 지점을 가리킨다. 클라이네 샤이덱의 지점에서 아이거, 묀히, 융프라우 3개의 산이 늘어선 장대한 경관이 펼쳐진다.
융프라우요흐를 목적지로 하는 융프라우역이 있으며 그린델발트 또는 라우터부른넨에서 등산열차를 환승한다. 클라이네 샤이덱을 나온 등산 철도는 아이거글레처역을 통과한 후 아이거, 묀히 내부를 관통하는 터널에 들어가 유럽에서 해발이 가장 높은 철도역인 해발 3,454m의 융프라우요호역까지 올라간다.
클라이네 샤이덱역에는 역 레스토랑이 있으며, 근처에는 산악 호텔인 ‘샤이덱 호텔스’가 있다. 최고 난이도로 여겨지는 아이거의 북벽을 등정을 할 때에는, 그 지원대가 이 고개에서 체재한다.

## 역사

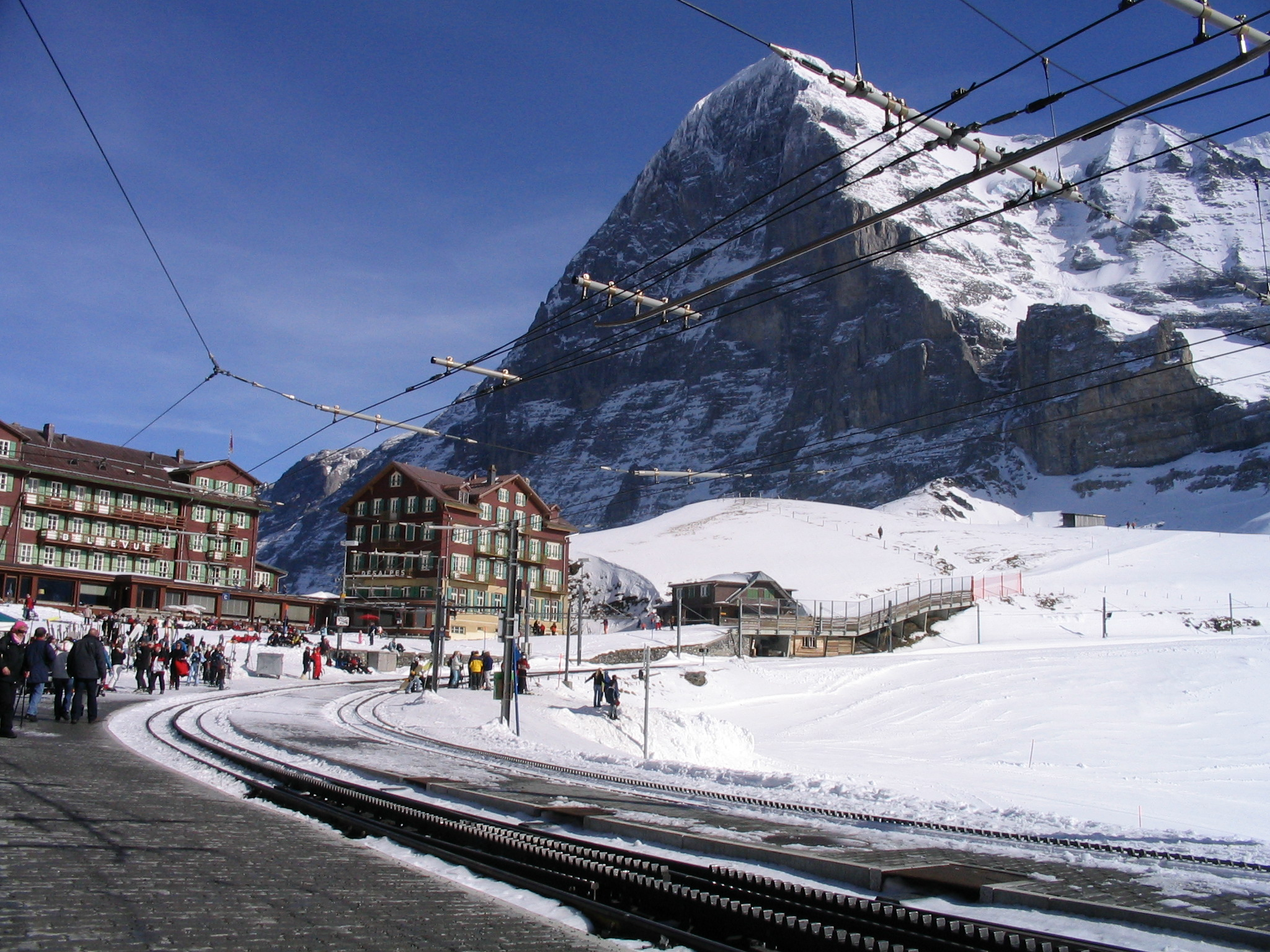
클라이네 샤이덱역에서 본 Hotel Bellevue des Alpes와 아이거

철도가 개통되고, 이 지역에 관광업이 도입되기 전에는 클라이네 샤이덱과 그로세 샤이덱 두 고개는 지역의 가축과 낙농가가 그림젤 고개를 통해 이탈리아로 향하는 중요한 수출 경로를 제공했다. 1830년대에 관광산업이 도래하고, 최초의 산악 호텔이 문을 열면서 클라이네 샤이덱의 환승은 그로세 샤이덱보다 더 바쁘고 더 중요해졌다.
1840년에 크리스티안 자일러(Christian Seiler)는 고개 정상에 여관 치르 겜제(Zur Gemse)를 지었다. 손님과 물품은 노새 기차를 타고 여관에 도착했고, 여관은 국제적으로 유명한 벨뷰 호텔(Hotel Bellevue)로 성장했다. 벵에른알프 협동조합은 벨뷰 호텔 옆에 경쟁 호텔인 호텔 데 알프스(Hotel des Alps)를 열었지만, 자일러 가문에게 매각되어 합병된 호텔 벨뷰 데 알프스(Hotel Bellevue des Alps)를 만들었다.
관광객 수요를 충족시키기 위해 1891년 고개를 가로지르는 벵에른알프 철도 건설이 시작되어, 1893년 여름에만 증기기관으로 운행하는 노선이 개통되었다. 이 노선은 1909/10년에 전철화되었으며 1925년 라우터브루넨까지, 1960년 그린델발트까지 연중 운영이 시작되었다. 융프라우 철도의 건설은 1896년에 시작되어, 1898년부터 1912년까지 단계적으로 개통되었다. 1930년대부터 클라이네 샤이덱은 아이거 북벽 탐험의 거점이었다.

## 지리
클라이네 샤이덱은 베른 알프스가 돌출된 각도를 이루는 지점 바로 북쪽에 위치하기 때문에 스위스 알프스에서 가장 유명한 산길 중 하나이며, 그 정점은 아이거이다. 거기에서 마이링엔에서 남서쪽으로 그로세 샤이덱을 가로질러 클라이네 샤이덱까지의 직접적인 경로를 따라가는 경로의 왼쪽에 북동쪽으로 일련의 높은 봉우리가 늘어서 있다. 아이거 정상 남쪽에는 묀히, 융프라우, 글레처호른, 미타그호른의 더 높은 봉우리가 북쪽에서 남쪽으로 차례로 이어진다.
그린델발트의 유리한 지점에서 아이거에 의해 숨겨져 있는 묀히와 융프라우는 트륌레텐탈(Trümmletental)의 좁은 협곡에서 솟아오른 클라이네 샤이덱의 여행자에게 웅장함을 선사하다. 3개의 비교적 큰 빙하와 몇 개의 작은 얼음 축적이 트륌레텐탈 위로 솟아 있는 3개의 봉우리 움푹 들어간 곳과 선반 선반에서 발견된다. 아이거 빙하는 아이거와 묀히 사이의 오목한 곳에 있다. 이것은 구기 빙하(Guggi)에서 후자 둘의 거대한 돌출부 벽에 의해 분리된다. 더 멀리 융프라우 북서쪽 능선에 형성된 기센 빙하(Giessen Glacier)가 있다.
정치적으로 클라이네 샤이덱의 고개는 라우터브루넨과 그린델발트의 경계를 표시하며, 둘 다 베른주 내에 있다.